# Юморина
Юморина — фестиваль юмора и сатиры, ежегодно проводимый 1 апреля в Одессе.

## История
- 1972 — КВН. Одесская команда после закрытия одноимённой передачи придумывает одесский фестиваль смеха «Юморину». Название «Юморина» предложил Олег Сташкевич, по аналогии с проводившимся в то время в Одессе кинофестивалем фильмов на морскую тематику «Киномарина», а эмблему фестиваля — «Морячка» предложил Аркадий Цыкун.
- 1973 — Первого апреля 1973 года в СССР состоялась первая одесская «Юморина». Три последовавшие одесские Юморины проходят с карнавальным шествием, праздником на стадионе, парадом старых автомобилей, концертами звёзд эстрады, конкурсами карикатуристов и юмористических фотографий, широким показом кинокомедий, концертами самодеятельности на улицах, всевозможными конкурсами.
- 1976 — Одессу посетили тысячи гостей из разных стран. Власти были не в силах справиться со стихийным энтузиазмом масс и, испугавшись масштабов праздника, запрещают «Юморину».
- 1976—1986 — «Юморина» неофициально проводится в одесских институтах, школах, клубах, где проходят КВНы и конкурсы юмористов.
- 1987 — Возрождение Юморины, хотя и в меньших масштабах.
- 1991—1995 — Юморину проводит Всемирный клуб одесситов. Президент клуба Михаил Жванецкий привозит в Одессу друзей — звёзд юмора, которые выступают на лучших площадках города.
- 1997 — Организацию городского праздника берёт на себя предприниматель Александр Павловский. Приезжает множество звёзд во главе с Михаилом Жванецким. Проводятся карнавал и «Одесские олимпийские игры»…
- 2004 — Юморина носит название «70-лет Жванецкой власти» и посвящена юбилею знаменитого писателя. Во время традиционного первоапрельского карнавального шествия от Куликова поля до Дерибасовской движение обычного транспорта было остановлено необычными автомобилями: «горбатые» 01 с пожарной лестницей на капоте, 02 с дубиной, 03 с койкой, на которой возлежал перебинтованный больной; Мэрилин Монро на лимузине; забавной процессией в духе свадьбы Прони Прокоповны.
- 2011 — Традиционное первоапрельское началось в 12:30 от Соборной площади и прошло по Дерибасовской, Пушкинской, Думской площади, Приморскому бульвару до памятника Дюку, являясь своеобразным представлением всех фестивалей и парадов, которые проходили в течение отпускного сезона. В карнавале приняли участие около двух тысяч человек. Также 1 апреля в рамках Юморины состоялся Первый международный фестиваль клоунов; гала-концерт; парад команд КВН; диджей-парад. Также открыт памятник Одесской плеяде (шести русским писателям, прославивших Одессу: Ильф-Петров-Олеша-Катаев-Багрицкий-Бабель).
- 2013 —40-я, юбилейная Юморина продолжалась два дня и прошла под лозунгом «Всё придумано в Одессе». Впервые в рамках праздника, помимо традиционных карнавала, фестиваля клоунов, караоке и т. д., состоялся фестиваль живых скульптур, на который съехались артисты со всей Украины. В помещении Дома Клоунов открылось первое в мире посольство Юмора.
- 2014 — в связи со сложной обстановкой в стране (см. Российско-украинская война) руководством города было решено не проводить «Юморину» как общегородское мероприятие. Однако творческие коллективы, общественные организации, одесситы и гости города, которые изъявили желание отпраздновать 1 апреля, со свойственным одесским оптимизмом провели свои акции.

С 2017 года фестиваль был восстановлен, как официальное мероприятие.
- 2020 — В связи с карантином, Юморина впервые была проведена онлайн «Юморина на удаленке».

## Интересные факты
Согласно распоряжению городского головы Одессы с 2009 года первое апреля, день проведения Юморины, в городе — выходной день.